# 王智新
王 智新（おう ちしん、1952年 - ）は、教育学者。神戸大学非常勤講師、中日料理文化大学設置委員会事務局長。教育学・国際比較教育と日本語教育を専門とする。
中華人民共和国上海出身。文化大革命最中、中学卒業を待たず黒龍江省遜克県の農村に下放、過酷な農作業と国境警備を体験したのち、1972年上海外国語学院（現在の上海外国語大学）に労農兵出身の学生として抜擢され、日本語・日本文化を専攻した。上海師範大学、華東師範大学で教壇に立ち、多くの後進を世に送った。来日後、千葉大学大学院教育学研究科で、教育行政・財政学を専攻したのち、東京大学教育学部外国人研究員として在籍し、日中の近代教育の比較研究を手がけ、博士（教育学・東京大学）を取得した。宮崎公立大学教授、聖トマス大学（旧英知大学）教授を経て、現職。

## 人物
「全中国選抜日本語スピーチコンテスト」を立案・企画した。2004年日本語学習の意欲を高め、日本への理解を深めることを主眼に、中国で日本語を学ぶ大学生を対象にした事業である。各方面から高い評価を受けている。中国全土を8ブロックに分けて予選を実施し、約1万人が参加者、そこから勝ち残った優勝者が東京に来て本選に挑む。日本経済新聞社・日本華人教授会議と中国教育国際交流協会が主催。
また、「全国高等職業技術大学日本語技能競技大会」を企画立案し、開催した。中国における3年制職業技術大学の日本語学習を促進するための企画で、ホテル・観光等様々な職業で使われる日本語の競技大会で、昨年の第一回に続き、2012年の第二回は、中国本土で起こった反日デモのため、開催が遅れたが、19地区・省から50校300人を超える選手が参加した。
日本料理の魅力を中国に伝え、日本食レストランの信頼度を高め、日本食・食材の中国市場開拓に寄与するために、中国、ひいては世界中の日本食レストランをサポートし、より多くの国の人々に喜んで貰えることにより、日本料理食文化が世界に共有されることを目指し、日本
料理の技術と伝統文化を保護し未来へと継承し、かつ外国人に正確に理解されるよう整理して保護し、優秀な日本料理人材の育成を目的とする日中合弁による日中料理文化大学の設置を唱導し、その実現のために努力した。
「教養として日本語」を提唱し、「脱言語トゥール（tool）論」を展開し、日本語学習の目的の見直しをすすめているので、上記の活動と関連して、「日本語教育について色々なイベントを企画し幅広く活動している人物」と、中国の日本語教育と日本研究分野においては草分け的な存在として広く認識されている。

### 寄稿記事
- 「翻訳は思想を越えられるか」   人民中国インターネット版2008/7/18
- 第18回世界翻訳大会

### 参加シンポジウム
○国際学術シンポジウム 変動する国際秩序と東アジア地域強力の新課題 平和維持・協力の枠組み・人材養成   東アジア地域シンポジウム実行委員会主催、神戸大学 中国人民大学 復旦大学 浙江大学 共催 2009/11/25 於 神戸大学国際協力科会議室    
セッション3 : 人材養成と東アジア地域の将来、の中で
「中華全国日本語スピーチコンテスト」からみた「国際理解」を担当
○新学術領域研究「ユーラシア地域大国の比較研究」第4回国際シンポ ジウム 
回 帰と拡散：地域大国における人間の移動と越境
北海道大学スラブ研究センター、大阪大学世界言語研究センター 共催
2010/12/11〜/12 於 ブリーゼ・プラザ（大阪） 
スペシャルセッション : 知識の拡散 :エリート養成と国家の輪郭形成 、の中で「科挙から留学：近代国家への目覚め」 を担当

## 著書

### 単著
- 『中日教育制度の比較研究』『状況と主体』谷沢書房、1988年
- 『近代中日教育思想の比較研究』勁草書房、1995年
- 『当代日本高等教育』（中国語）、中国山西教育出版社、1992年
- 『当代日本教育管理』（中国語）、中国山西教育出版社、1995年
- 『中日教育比較研究』（中国語）、中国江蘇教育出版社、1996年
- 『日本都市教育制度』（中国語）、中国遠東出版社、1997年
- 『日本の植民地教育・中国からの視点』（編著）、社会評論社、2000年
- 『現代　中国教育』明石書店、2004年
- 『解密　靖国神社』（中国語）、広東人民出版社、2005年
- 『登高望遠―戦後日本の政治家』(中国語)、社会科学文献出版、2008年

### 共著
- 江麗臨『日文書信手冊』中国交通大学出版社、1988年
- 朱永新、袁振国、方展画『当代日本教育概論』中国山西教育出版社、1994年
- 朱永新、袁振国、方展画『当代日本教育改革』中国山西教育出版社、1995年
- 朱永新、袁振国、方展画『当代日本社会教育』中国山西教育出版社、1994年
- 陸培春、王智新、崔性圭、家永三郎『アジアから見た日本の教科書問題』かもがわ出版、1995年
- 劉国全『道徳与公民教育』香港中文大学出版会、1996年
- 朱永新、伊艶秋『当代日本道徳教育』中国山西教育出版社、1999年
- 朱永新『世界教育大事典』（中国語）中国江蘇教育出版社、2000年
- 大森直樹、藤沢健一、君塚仁彦『批判　植民地教育史研究』社会評論社、2000年
- De Qiang zhang『THESES ON COMPARATIVE EDUCATIONAL RESEARCH BETWEEN EAST-ASIA AND WESTRN EUROPE』Liaoning University Press, 2003年
- 藩立『新世紀・日本基礎教育』（中国語）、広東教育出版社、2003年
- 宮崎公立大学開学10周年記念論文集発行委員会『地域に根ざして－宮崎－九州』鉱脈社、2004年2月
- 諏訪哲雄、斉藤利夫『沸騰する中国の教育改革』東方書店、2008年
- 王柯『安倍晋三伝』中国中央編訳出版社、2009年

### 翻訳
- 森村誠一『人間の証明』（『人性的証明』江蘇人民出版社、1979年12月）
- 松本清張『霧の旗』（『霧之旗』鷺江出版社、1986年10月）
- 伊藤整『火の鳥』（『火鳥』四川文芸出版社、1989年03月）
- 大田堯『教育研究の課題と方法』（『教育研究的課題与方法』春秋出版、1989年12月）
- Ruth Benedict『The Chrysanthemum and The Sword』（呂万和、熊達雲、王智新共訳『菊与刀』商務印書館、1990年06月（新版、台湾笛藤出版図書有限会社、2008年12月））
- 灰谷健次郎『兎の目』（『小谷先生与蒼蠅博士』和平出版社、1992年）
- 長井暁他『張学良ー昭和最後の証言』（『張学良訪談録』華文出版社、1993年）
- 大田堯編著『戦後日本教育史』（『戦後日本教育史』教育科学出版社、1993年）
- Teruhisa Horio＆Steven Platzer『Educational Thought and Ideology in Modern Japan』（『当代日本教育思想』山西教育出版社、1994年）
- 渡辺淳一『あじさい日記』（『紫陽花日記』上海文匯出版社、2008年）
- 山崎養世『太陽経済を主導せよ』朝日新聞出版（『太陽経済ー日中共同開創世界未来』東方出版社、2010年）
- 朱永新『中国現代教育思想史』東方書店、2013年